# 劳索
劳索，另译雅绍，是缅甸掸邦東枝縣劳索镇区下辖的一个镇，也是劳索镇区的行政中心。该镇位于照济河的河迹湖沿岸，海拔约910（2,990英尺）。地处东枝以北约48（30英里）处。此外，该镇靠近巴图军事基地。